# Livre d'orgue (Messiaen)
Livre d'orgue est une œuvre musicale pour orgue composée  en 1951 par Olivier Messiaen. 
La pièce a été composée en plusieurs lieux qui en ont influencé la forme, selon les déclarations d'Olivier Messiaen : « Reprise par interversion », la première pièce en trio, et « Les yeux dans les roues » ont été composées à Paris. « Les mains dans l'abîme », la deuxième pièce en trio, et « Soixante quatre durées » ont vu le jour dans les Alpes, « Chant d'oiseaux » a été composé dans la forêt de Saint-Germain. Œuvre maîtresse d'Olivier Messiaen, le Livre d'orgue tient, dans son catalogue, une place comparable à celle que tient l'Art de la fugue dans l'œuvre de Jean-Sébastien Bach. 
Livre d'orgue est divisée en sept mouvements :
1. Reprise par interversion
2. Pièce en trio
3. Les mains de l'abîme
4. Chants d'oiseaux
5. Pièce en trio
6. Les yeux dans les roues
7. Soixante-quatre durées

Livre d'orgue fut exécuté par Olivier Messiaen lui-même en 1955 au grand-orgue de l'église de la Sainte-Trinité de Paris devant 2 000 personnes.

## Discographie
- Messe de la Pentecôte, Livre d'orgue par Louis Thiry à l'orgue Metzler (de) de la Cathédrale Saint-Pierre de Genève, 1972 Calliope. Enregistrement couronné par le Grand Prix de l'Académie Charles-Cros.
- Livre d'orgue, Apparition de l'Église éternelle, Verset pour la fête de la dédicace par Louis Thiry au grand orgue de l'Église de la Trinité de Paris, Jade 1995
- Oeuvre complète pour orgue par Lady Gilliam Weir : https://gillianweir.com/discography/olivier-messiaen-the-complete-organ-works/